# Warney Cresswell
Warney Cresswell, né le 5 novembre 1897 à South Shields (Angleterre), mort le 20 octobre 1973 à South Shields (Angleterre), est un footballeur anglais, qui évoluait au poste de défenseur à Everton et en équipe d'Angleterre.
Cresswell n'a marqué aucun but lors de ses sept sélections avec l'équipe d'Angleterre entre 1921 et 1929.

## Carrière de joueur
- Greenock Morton
- Heart of Midlothian
- Hibernian
- 1919-1922 : South Shields
- 1922-1927 : Sunderland
- 1927-1936 : Everton  [1]

## Palmarès

### En équipe nationale
- 7 sélections et 0 but avec l'équipe d'Angleterre entre 1921 et 1929.

### Avec Sunderland
- Vice-Champion du Championnat d'Angleterre de football en 1923.

### Avec Everton
- Vainqueur du Championnat d'Angleterre de football en 1928 et 1932.
- Vainqueur de la Coupe d'Angleterre de football en 1933.
- Vainqueur du Charity Shield en 1928 et 1932.
- Vainqueur du Championnat d'Angleterre de football D2 en 1931.

## Carrière d'entraîneur
- 1936-1937 : Port Vale
- 1937-1939 : Northampton Town